# Vojna policija
Vojna policija je posebna organizacijska cjelina unutar oružanih snaga koja se brine za održavanje reda i potrebne stege u rodovima vojske, tako da unutar oružanih snaga postoji vojna policija koja je zastupljena u svim rodovima vojske. Vojna policija je tako organizirana da u borbenim uvjetima služi kao borbena potpora postrojbama na terenu. Vojnu policiju čine posebno obučene i opremljene postrojbe, a njihova namjena je održavanje reda i discipline koje se odnosi na vojno osoblje, obavljanje vojno-policijskih poslova unutar vojnih objekata, kriminalistički poslovi (poslovi suzbijanja kriminalnih radnji i otkrivanje počinitelja u vojnim postrojbama i institucijama, kontrola vojnog prometa (prometna vojna policija), antiterorističkih poslova (borba protiv neprijateljevih specijalnih snaga, suprotstavljanje pobunjeničkim, odmetničkim i paravojnim snagama i slično), zaštita visoko rangiranih vojnih dužnosnika (VIP tjelesna zaštita) te vođenje klasičnih borbenih zadataka sukladno dužnostima i ovlastima vojne policije u miru i ratu.
Pripadnike vojne policije u mnogim vojskama svijeta lako je raspoznati po slovima "MP" koje nose unutar oznaka, ponajčešće na rukavima. Slova MP početna su slova engl. "Military Police", odnosno vojne policije. Uloga vojne policije nije u svim vojskama jednaka, baš kao što nisu ni ovlasti njezinih pripadnika.

## Povijest
Problem održavanja reda i mira među vojnicima star je koliko i sama vojska. U antičko vrijeme, pa i u srednjemu vijeku, red među vojnicima održavali su zapovjednici ili od njih posebno postavljeni časnici i dočasnici. Posebno ustrojene vojnopolicijske postrojbe javljaju se tek u 15. stoljeću i 16. stoljeću.
U Francuskoj u srednjem vijeku zapovjednik vojske bio je odgovoran i za zakonitost i red među svojim postrojbama. Tu zadaću povjerio bi svojim maršalima ( bio je to dočasnički čin ), a njihovi vojnici bili su poznati kao "prevots de Maréchal" (maršalovi vojnici) ili skraćeno Maréchaussée. U 16. stoljeću Maréchaussée je dobila ovlasti da uhićuje cestovne razbojnike, te su njezine ovlasti u kasnijim stoljećima neprekidno rasle. Nakon Francuske Revolucije Maréchaussée je preustrojena i dekretom od 16. siječnja 1791. dobila je novo ime - Gendarmerie. Napoleon je tako stvorenu žandarmeriju konačno ustrojio kao državnu silu za održanje javnoga reda i mira.
Zapovjednik vojne policije u Velikoj Britaniji naziva se provost marshal. Pretpostavlja se da su se takvi službenici postavljali još u 12. stoljeću, no najraniji sigurni zapis o tome potječe iz 1511. godine kada je kralj Henrik VIII. na tu dužnost postavio Hernyja Guildforda. Začeci vojne policije kakvom je danas poznajemo u Engleskoj datiraju od 17. stoljeća. Godine 1629. engleski kralj Karlo I. potpisao je Ratna pravila (The Articles of War) u kojima se objašnjava uloga zapovjednika vojne policije koji se nazivaoprovost: "Provost mora imati konja i nekoliko vojnika koji će mu biti od pomoći, a svi ostali imat će ga slušati i pružati mu pomoć, jer će inače služba trpjeti; jer on je samo jedan čovjek koji mora ukoriti i kazniti mnoge i zato ne može biti voljen. I mora jahati od jedne posade do druge i nadzirati da vojnici ne čine nasilje i ne nanose štetu zemlji."
To je bio privremeni ustroj i prošlo je blizu 150 godina do ustroja stalne vojno policijske službe pod nazivom Vojna konjanička policija (Military Mounted Police) u 1877. godini, koja je bila temelj današnje Kraljevske vojne policije (Royal Military Police). Potrebitost stalne vojno-policijske službe uočio je još vojvoda Wellington kada je 1809. godine zapovijedao britanskom vojskom u Portugalu. Iako je zapovijedao pobjedničkom vojskom, bio je zapanjen nedisciplinom koja je vladala među njegovim vojnicima - pljačka i pijanstvo bili su stalno na dnevnom redu. Veliki izgredi dogodili su se 1812. godine nakon bitke kod Ciudad Rodriga. Britanska vojska bila je izvan svakog nadzora puna tri dana. Na njegov zahtjev vrhovne vojne vlasti napokon su 1813. odobrile stvaranje Konjaničkog stožernog zbora pod zapovjedništvom pukovnika Georgea Scovella.

## Poveznice
- Multinacionalna bojna Vojne policije
- Vojna policija Oružanih snaga Republike Hrvatske